# Subdivisões de Trindade e Tobago
Trindade e Tobago está dividido política e administrativamente em 14 corporações municipais (municipalidades) em Trindade, e uma Assembleia Legislativa regional em Tobago.
O sistema de governo local em Trindade e Tobago é diferente em cada ilha. Em Trindade as 14 municipalidades são divididas em 2 cidades, 3 burgos ou municípios (Borough em inglês) e 9 regiões, todas com os mesmos poderes e responsabilidades. Em Tobago, a Assembleia Legislativa proporciona maior poder, responsabilidade e autonomia à ilha.
| Divisão                 | Status              | Capital          | População (censo 2000) | Área km² | Densidade hab./km² |
| ----------------------- | ------------------- | ---------------- | ---------------------- | -------- | ------------------ |
| Arima                   | Burgo ou município  | Arima            | 32.278                 | 11       | 2.934,36           |
| Chaganas                | Burgo ou município  | Chaguanas        | 67.433                 | 60       | 1.123,88           |
| Couva/Tabaquite/Talparo | Região              | Couva            | 162.779                | 720      | 226,08             |
| Diego Martin            | Região              | Petit Valley     | 105.720                | 128      | 825,94             |
| Mayaro/Rio Claro        | Região              | Rio Claro        | 32.143                 | 853      | 37,68              |
| Penal/Debe              | Região              | Penal            | 83.609                 | 247      | 338,50             |
| Point Fortin            | Burgo ou município  | Point Fortin     | 19.056                 | 24       | 794,00             |
| Porto da Espanha        | Cidade              | Porto da Espanha | 49.031                 | 13       | 3.771,62           |
| Princes Town            | Região              | Princes Town     | 91.947                 | 621      | 148,06             |
| San Fernando            | Cidade              | San Fernando     | 55.419                 | 19       | 2.916,79           |
| Sandre Grande           | Região              | Sangre Grande    | 65.680                 | 899      | 73,06              |
| San Juan/Laventille     | Região              | Laventille       | 157.295                | 220      | 714,98             |
| Siparia                 | Região              | Siparia          | 81.917                 | 510      | 160,62             |
| Tunapuna/Piarco         | Região              | Tunapuna         | 203.975                | 527      | 387,05             |
| Tobago                  | Assembléia regional | Scarborough      | 54.084                 | 303      | 178,50             |